# 그리스의 동방 정교회
동방 정교회는 그리스에서 단연코 가장 큰 종교 교파이다.

## 상태
동방 정교회의 일원인 그리스 정교회는 그리스의 헌법에서 "우세한 종교"로 묘사된다. 1850년부터, 그리스 내의 그리스 정교회는 그리스 교회에 조직되어 있었다. 그 구성원은 인구의 95%에서 98%를 차지한다.

## 조직
그리스 내에서 그리스 정교회는 81개의 교구로 구성되어 있다. 대다수가 그리스 독립교회를 구성하는 그리스 교회의 부분인 반면, 크레타와 도데카니사, 그리고 아토스 산 교구는 콘스탄티노폴리스 총대주교청의 직접 관할권 아래에 있다. 북부 그리스와 북쪽과 북동쪽 에게해의 주요섬들에 있는 또 다른 30개 교구는 명목상 콘스탄티노폴리스 세계총대주교청의 직접 관할권 아래에 있으나, 그리스 교회의 일부로 "관리"으로 운영되고 있다.
이 외에도, 콘스탄티노폴리스 세계총대주교청 관할 아래에 동방 정교회와 교감을 이루지 못한 다양한 그리스 구 달력주의자 관할권이 있다.

## 그리스의 동방 정교회의 연표
- 그리스 동방 정교회의 연표(33–717년)
- 그리스 동방 정교회의 연표(717–1204년)
- 그리스 동방 정교회의 연표(1204–1453년)
- 그리스 동방 정교회의 연표(1453–1821년)
- 그리스 동방 정교회의 연표(1821–1924년)
- 그리스 동방 정교회의 연표(1924–1974년)
- 그리스 동방 정교회의 연표(1974–2008년)
- 그리스 동방 정교회의 연표(2008년부터)